# 오후 페들레크
오후 페들레크(아일랜드어: Eochu Feidlech) 또는 오하드 페들레크(아일랜드어: Eochaid Feidlech)는 중세 아일랜드 전설과 역사 기록에 언급되는 아르드리이다. 코나크타의 여왕 메브의 아버지인 것으로 유명하다.
《에린 침략의 서》에 따르면 오후는 레티르 루아드 전투에서 전임 아르드리 파크트나 파하크를 무찌르고 아르드리가 되었다.
| 전임 파크트나 파하크 | 에린의 지고왕 LGE 기원전 1세기 AFM 기원전 94년 ~ 기원전 82년 FFE 기원전 143년 ~ 기원전 131년 | 후임 오후 아럼 |